# Gapaardstraat
De Gapaardstraat is een straat in Brugge.

## Beschrijving
Oorspronkelijk noemde deze straat Boninswal, palende aan de Boninvest naar de naam van de belangrijke familie Bonin die daar woonde. Een huis, op de hoek met het Minderbroederklooster, kreeg de naam 'De Gapaard'. In 1523 werd gesproken van een huuse staende up den houck van Boninswal jeghenover den Frerenmuer, ghenaement Den Ghapaert.
Gapaard had de betekenis van een monsterachtige draak met wijde muil. Veel huizen ontleenden hun naam aan die mythische draak.
In de Franse tijd dacht men in de eerste plaats aan een geeuwer en werd de naam vertaald als 'Rue des Bailleurs'. Die naam beantwoordde min of meer aan het beeld dat men van die volkse buurt had.
De huizen in de Gapaardstraat ontstonden hoofdzakelijk in de negentiende en het begin van de twintigste eeuw. Ze bestonden uit twee onderscheiden delen. Van de Coupure tot aan de Violierstraat waren het in hoofdzaak arbeiderswoningen. Van de Violierstraat tot aan de Schaarstraat waren het hoofdzakelijk burgerhuizen, gebouwd in de voormalige tuin van het zestiende-eeuwse patriciërshuis van de familie Bonin op de hoek van de Schaarstraat.

## Literatuur

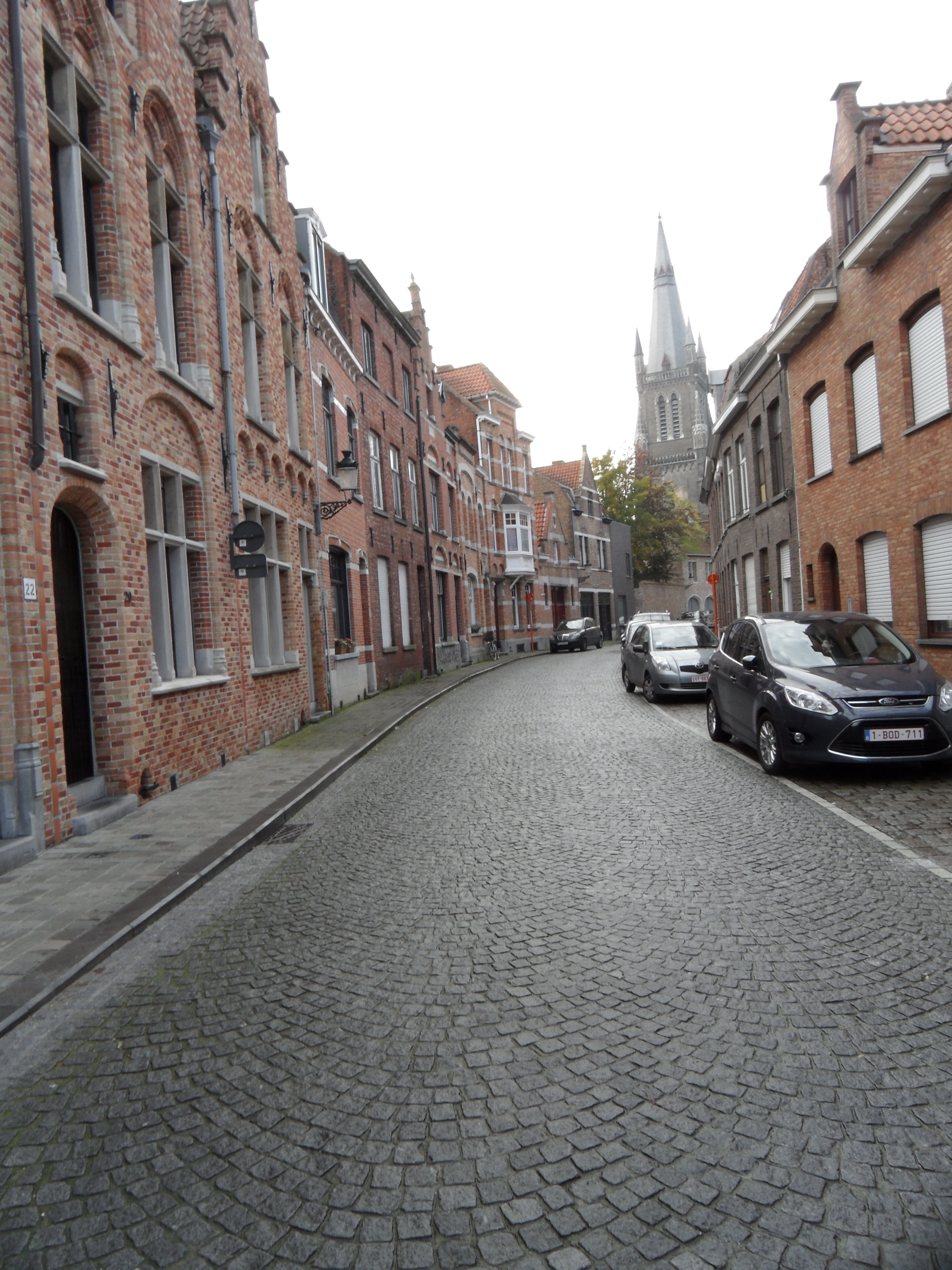
De Gapaardstraat richting Schaarstraat
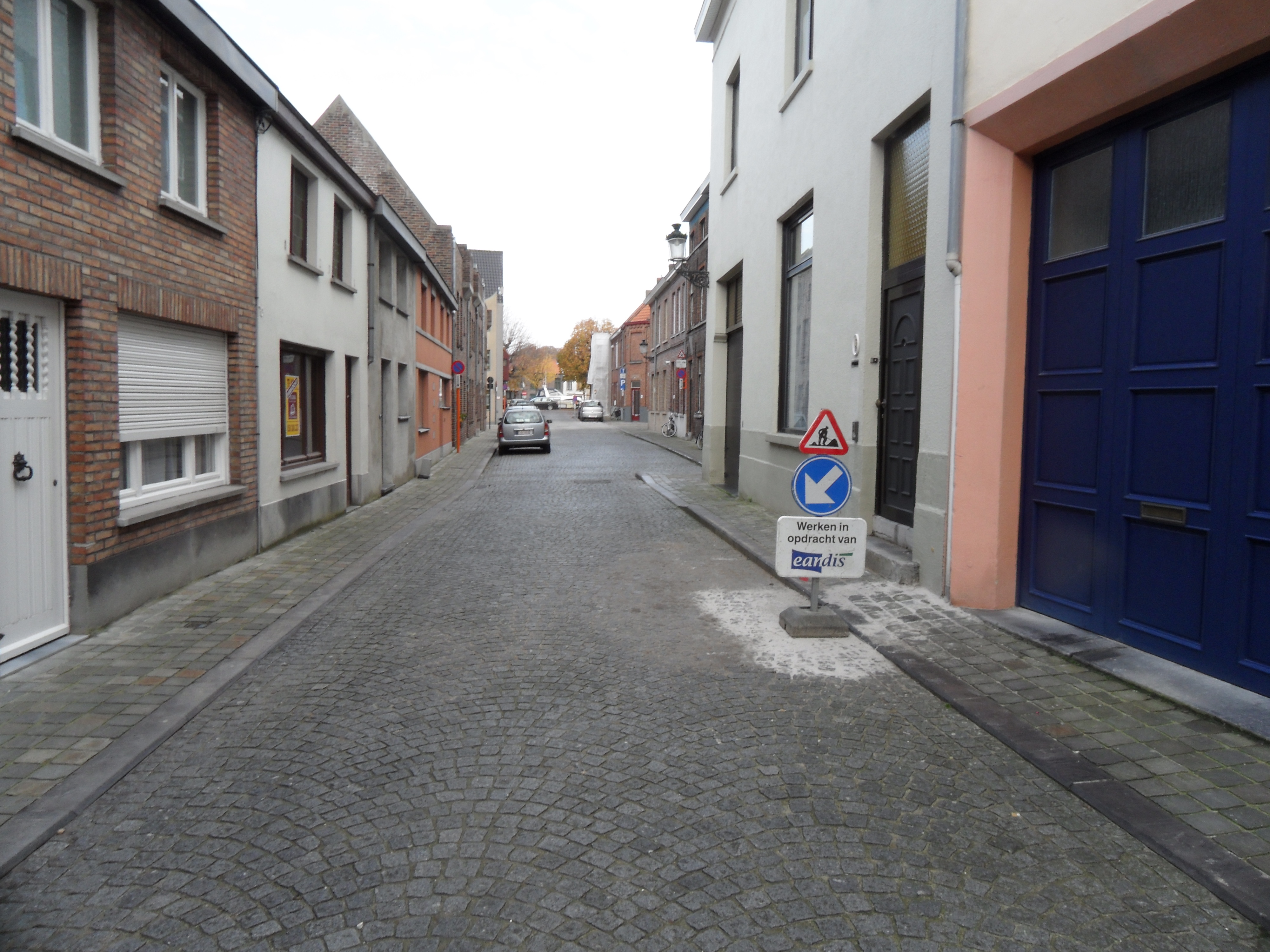
De Gapaardstraat richting Coupure
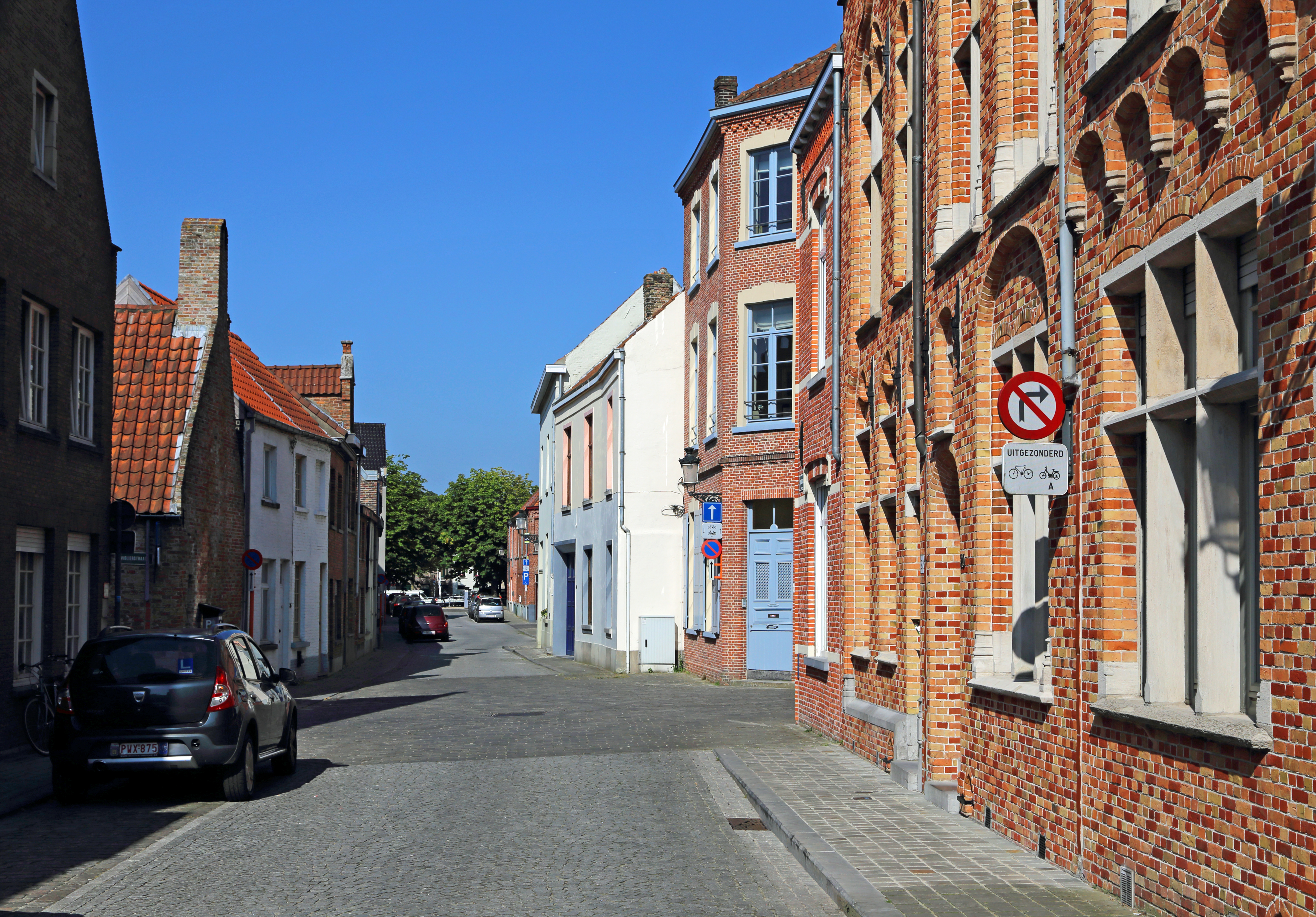
De Gapaardstraat richting Coupure